# Vicente Iranzo Enguita
Vicente Iranzo Enguita (Cella, 5 d'abril de 1889 - Madrid, 9 de juliol de 1961) va ser un metge i polític aragonès. Va ser tres vegades ministre durant la Segona República.

## Biografia
Llicenciat en Medicina Dret i en Magisteri a les universitats de Saragossa i València, va ser nomenat governador civil de Terol de forma provisional en proclamar-se la Segona República i, en les eleccions de 1931, va resultar elegit diputat a Corts per la circumscripció de Terol a les quals es va presentar com a independent en el si de l'Agrupación al Servicio de la República patrocinada per José Ortega y Gasset.
Va ser ministre de Marina al govern que, entre el 12 de setembre i el 8 d'octubre de 1933, va presidir Alejandro Lerroux per passar a ocupar, fins al 16 de desembre, la cartera de Guerra en el següent gabinet que va formar Martínez Barrio. Van ser els dos últims governs del bienni reformista. Finalment, entre el 28 d'abril i el 4 d'octubre de 1934 ocuparia la cartera d'Indústria i Comerç en un gabinet presidit per Ricardo Samper, l'últim abans de l'entrada de la CEDA al govern.
Al no resultar escollit a les eleccions generals espanyoles de 1936, va abandonar la política i va retornar a la seva activitat professional.